# Марко Донадел
Марко Донадел (італ. Marco Donadel, нар. 21 квітня 1983, Конельяно) — італійський футболіст, півзахисник клубу «Наполі». На правах оренди виступає за «Верону».
Насамперед відомий виступами за клуб «Фіорентина», а також молодіжну збірну Італії.

## Клубна кар'єра
Народився 21 квітня 1983 року в місті Конельяно. Вихованець футбольної школи клубу «Мілан». Дорослу футбольну кар'єру розпочав 2000 року в основній команді того ж клубу, в якій провів два сезони, взявши участь лише в одному матчі чемпіонату.
Згодом з 2002 по 2005 рік грав на умовах оренди у складі команд клубів «Лечче», «Парма» та «Сампдорія».
Своєю грою за останню команду привернув увагу представників тренерського штабу клубу «Фіорентина», до складу якого приєднався 2005 року. Відіграв за «фіалок» наступні шість сезонів своєї ігрової кар'єри. Більшість часу, проведеного у складі «Фіорентини», був основним гравцем команди.
Влітку 2011 року на правах вільного агента перейшов в «Наполі». Однак ще до початку чемпіонату отримав ушкодження, через яке гравцеві довелося пропустити півроку. У січні Донадель зумів відновитися і зіграв за «Наполі» у Кубку Італії проти «Чезени», проте у нього стався рецидив, через якого хавбек не зіграв у сезоні більше жодного матчу. У наступному сезоні Марко також виходив на поле вкрай рідко, зігравши лише 13 матчів в усіх турнірах.
Влітку 2013 року на правах оренди перейшов до складу новачка Серії А «Верони».

## Виступи за збірні
1999 року дебютував у складі юнацької збірної Італії, взяв участь у 26 іграх на юнацькому рівні, відзначившись 2 забитими голами.
Протягом 2002-2006 років залучався до складу молодіжної збірної Італії. На молодіжному рівні зіграв у 36 офіційних матчах, забив 2 голи.

## Статистика виступів

### Статистика клубних виступів
| Сезон                  | Команда                | Чемпіонат              | Чемпіонат | Чемпіонат | Національний кубок | Національний кубок | Національний кубок | Континентальні кубки | Континентальні кубки | Континентальні кубки | Інші змагання | Інші змагання | Інші змагання | Усього | Усього |
| Сезон                  | Команда                | Ліга                   | Ігор      | Голів     | Ліга               | Ігор               | Голів              | Ліга                 | Ігор                 | Голів                | Ліга          | Ігор          | Голів         | Ігор   | Голів  |
| ---------------------- | ---------------------- | ---------------------- | --------- | --------- | ------------------ | ------------------ | ------------------ | -------------------- | -------------------- | -------------------- | ------------- | ------------- | ------------- | ------ | ------ |
| 2000-01                | «Мілан»                | A                      | 1         | 0         | КІ                 | 0                  | 0                  | ЛЧ                   | 0                    | 0                    | —             | —             | —             | 1      | 0      |
| 2001-02                | «Мілан»                | A                      | 0         | 0         | КІ                 | 1                  | 0                  | КУЄФА                | 1                    | 0                    | —             | —             | —             | 2      | 0      |
| Усього за «Мілан»      | Усього за «Мілан»      | Усього за «Мілан»      | 1         | 0         |                    | 1                  | 0                  |                      | 1                    | 0                    |               | —             | —             | 3      | 0      |
| 2002-03                | «Лечче»                | B                      | 29        | 0         | КІ                 | 1                  | 0                  | —                    | —                    | —                    | —             | —             | —             | 30     | 0      |
| 2003-04                | «Парма»                | A                      | 24        | 0         | КІ                 | 2                  | 0                  | КУЄФА                | 5                    | 0                    | —             | —             | —             | 31     | 0      |
| 2004-січ. 2005         | «Сампдорія»            | A                      | 8         | 0         | КІ                 | 0                  | 0                  | —                    | —                    | —                    | —             | —             | —             | 8      | 0      |
| січ.-черв. 2005        | «Фіорентина»           | A                      | 14        | 0         | КІ                 | 1                  | 0                  | —                    | —                    | —                    | —             | —             | —             | 15     | 0      |
| 2005-06                | «Фіорентина»           | A                      | 34        | 1         | КІ                 | 3                  | 1                  | —                    | —                    | —                    | —             | —             | —             | 37     | 2      |
| 2006-07                | «Фіорентина»           | A                      | 19        | 0         | КІ                 | 2                  | 0                  | —                    | —                    | —                    | —             | —             | —             | 21     | 0      |
| 2007-08                | «Фіорентина»           | A                      | 31        | 2         | КІ                 | 3                  | 0                  | КУЄФА                | 10                   | 1                    | —             | —             | —             | 44     | 3      |
| 2008-09                | «Фіорентина»           | A                      | 29        | 0         | КІ                 | 1                  | 0                  | ЛЧ+КУЄФА             | 2+1                  | 0                    | —             | —             | —             | 33     | 0      |
| 2009-10                | «Фіорентина»           | A                      | 28        | 0         | КІ                 | 2                  | 0                  | ЛЧ                   | 9                    | 0                    | —             | —             | —             | 39     | 0      |
| 2010-11                | «Фіорентина»           | A                      | 29        | 1         | КІ                 | 1                  | 0                  |                      | —                    | —                    | —             | —             | —             | 30     | 1      |
| Усього за «Фіорентину» | Усього за «Фіорентину» | Усього за «Фіорентину» | 184       | 4         |                    | 13                 | 1                  |                      | 22                   | 1                    |               | —             | —             | 219    | 6      |
| 2011-12                | «Наполі»               | A                      | 0         | 0         | КІ                 | 1                  | 0                  | ЛЧ                   | 0                    | 0                    | —             | —             | —             | 1      | 0      |
| 2012-13                | «Наполі»               | A                      | 4         | 0         | КІ                 | 1                  | 0                  | ЛЄ                   | 8                    | 0                    | СІ            | 0             | 0             | 13     | 0      |
| Усього за «Наполі»     | Усього за «Наполі»     | Усього за «Наполі»     | 4         | 0         |                    | 2                  | 0                  |                      | 8                    | 0                    |               | -             | -             | 14     | 0      |
| Усього за кар'єру      | Усього за кар'єру      | Усього за кар'єру      | 250       | 4         |                    | 19                 | 1                  |                      | 36                   | 1                    |               | -             | -             | 305    | 6      |

## Титули і досягнення
- Володар Кубка Італії (1):

«Наполі»: 2011-12
- Чемпіон Європи (U-21): 2004
- Бронзовий олімпійський призер: 2004